# کاوه سیستانی
کاوه سیستانی (زاده ۲۸ شهریور ۱۳۶۰) کارگران انیمیشن ایرانی است که فعالیت خود را از سال ۱۳۸۰ آغاز کرد.

## سبک
کاوه سیستانی، در دوره نوجوانی علاقه بسیار به نقاشی با آبرنگ داشت. پس از ورود به دانشگاه چمران، آثارش به سمت فرم های خلاصه شده با جوهر نقاشی سنتی ایرانی رفت. سپس در دانشگاه تهران، تحت تاثیر داریوش حسینی و منوچهر معتبر قرار گرفت. در نهایت در دوره تحصیل در دانشگاه صدا و سیما زیر نظر یعقوب عمامه پیچ و سعید توکلیان، به سبک شخصی خود رسید. 
انیمیشنهای او تجربی و نقاشی گونه است. سبک و تکنیک یکی از آثار او با عنوان «نفت و خون» توجه بسیاری از داوران جشنواره های معتبر، همچون جشنواره هیروشیما، که جزو 4 جشنواره برتر انیمیشن جهان است را نیز به خود جلب کرد.

## فعالیتها
1. داوری جشنواره بین‌المللی Short of the Year (2024 spain)
2. داوری جشنواره بین‌المللی Short of the Year (2018 spain)
3. حضور در نمایشگاههای نقاشی از جمله: نمایشگاه نقاشی Minority and Social (2019 دانشگاه هاروارد آمریکا)[۴]
4. حضور در بیش از 100 جشنواره بین‌المللی انیمیشن

## تعدادی از جوایز
- جایزه بهترین فیلم کوتاه برای انیمیشن تیر مشقی که متاثر از تابلوی معروف «سوم ماه می» فرانسیسکو گویا است از Entretodos Film Festival برزیل 2023 [۵]
- جایزه بهترین انیمیشن برای انیمیشن تیر مشقی از جشنواره SWIFF آمریکا 2023
- جایزه برای انیمیشن تیر مشقی از جشنواره short of the year اسپانیا 2023 [۶]
- جایزه بهترین تکنیک برای انیمیشن نفت و خون از GIRAF کانادا[۷]
- عنوان best of the world از جشنواره هیروشیما 2018 برای انیمیشن نفت و خون ۲۰۱۸[۸]
- جایزه بهترین انیمیشن برای والیبال در San Francisco Frozen Film Festival آمریکا ۲۰۱۸[۹]
- جایزه مقام اول انیمیشن برای والیبال در جشنواره light of the world روسیه 2020[۱۰]
- برگزیده جشنواره DU CINEMA NUMERIQUE DE COTONOU برای انیمیشن والیبال بنین 2018
- جایزه بهترین انیمیشن برای والیبال در جشنواره short of the year اسپانیا 2017
- جایزه ویژه آسیفا برای انیمیشن ماهی قرمز در جشنواره بین‌المللی فیلم کوتاه تهران ایران ۱۳۹۵[۱۱]
- جایزه ویژه هیئت داوران برای انیمیشن طلوع در جشنواره بین‌المللی رضوی ایران ۱۳۸۹[۱۲]
- جایزه جشنواره دانشجویی دانشکده صدا و سیما برای انیمیشن رستم و اسفندیار ایران ۱۳۸۹
- جایزه جایزه هزاره فردوسی برای انیمیشن رستم و اسفندیار ایران ۱۳۸۹